# Christianson-Syndrom
Das Christianson-Syndrom ist eine sehr seltene angeborene, zu den Syndromalen X-chromosomalen mentalen Retardierungen zählende Erkrankung mit den Hauptmerkmalen geistiger Behinderung, Mikrozephalie, Muskelhypotonie, Bewegungsstörung und früh einsetzendes Krampfleiden.
Synonyme sind:  Geistige Retardierung, X-chromosomale - kraniofaziale Dysmorphien - Epilepsie - Ophthalmoplegie - zerebelläre Atrophie; Geistige Retardierung, X-chromosomale, südafrikanischer Typ; Angelman-like Syndrome, X-Linked
Die Bezeichnung bezieht sich auf den Erstautoren der Erstbeschreibung aus dem Jahre 1999 durch den südafrikanischen Humangenetiker Arnold L. Christianson und Mitarbeiter.

## Verbreitung
Die Häufigkeit wird mit unter 1 zu 1.000.000 angegeben, bisher wurde über etwa 30 Betroffene berichtet. Die Vererbung erfolgt autosomal-dominant.

## Ursache
Der Erkrankung liegen Mutationen im SLC9A6-Gen auf dem X-Chromosom Genort  q26.3 zugrunde, welches für das Na+/H+-Austauscher-Protein 6 (NHE-6) kodiert.

## Klinische Erscheinungen
Klinische Kriterien sind:
- Ausgeprägte geistige Behinderung, fehlende Sprachentwicklung
- Mikrozephalie
- frühzeitig beginnende Epilepsie
- Bewegungsstörung mit Muskelhypotonie

Hinzu kommen Ophthalmoplegie, Ataxie des Rumpfes oder Gangstörung, Dystonie, vermehrter Speichelfluss, Schluckstörungen und gastroösophagealer Reflux.

## Diagnose
In der Kernspintomographie finden sich:
- Hypoplasie des Kleinhirns mit vergrößerten angrenzenden Zisternen und 4. Ventrikel
- Hirnatrophie mit vergrößerten Seitenventrikeln und dünnem Balken

In den Basalganglien können erhöhte Glutamat/Glutamin-Konzentrationen gefunden werden.

## Differentialdiagnose
Abzugrenzen sind Angelman-Syndrom, Spinozerebelläre Ataxie Typ 29 und andere Formen der X-chromosomalen geistigen Behinderung.

## Heilungsaussicht
Die Prognose gilt als ungünstig, viele Patienten verstarben schon mit 25 bis 30 Jahren.